# Psychoda platilobata
Psychoda platilobata är en tvåvingeart som beskrevs av Tokunaga 1957. Psychoda platilobata ingår i släktet Psychoda och familjen fjärilsmyggor. Inga underarter finns listade i Catalogue of Life.